# Petrus Bonus
Petrus Bonus (Pietro Bono) est un médecin et alchimiste du XIVe, de Ferrare. Il est l'auteur en 1330 d'un traité alchimique et mystique qui aura une influence importante à la Renaissance, la Pretiosa margarita novella (La nouvelle perle précieuse).

## LaPretiosa margarita novella
Il existe un manuscrit du XVe
Elle fut imprimée pour la première à Venise en 1546 par Giovanni Lacinio, sous le titre Pretiosa margarita novella, avec des commentaires d'un frère mineur de Calabre, Janus Lacinius, qui y ajoute  des extraits d'autres autorités alchimiques (Lulle, Rasi, Albert le Grand, Michel Scot, Arnaud de Villeneuve). Ce recueil est réimprimé à Nuremberg en 1554 chez Gabriel Hain, le gendre de Johann Petreius. Une nouvelle édition par le paracelsien Michael Toxites (1515-1581)  est imprimé  à Bâle par Pietro Perna en 1572, sous le titre Introductio In Divinam Chemicae Artem, integra magistri Boni Lombardi Ferrariensis physici.
Elle se trouve dans les grandes anthologies alchimiques du Theatrum Chemicum (édition de 1622), et la Bibliotheca chemica curiosa (1702).
Il s'agit d'un ouvrage essentiellement théorique, l'auteur affirmant d'ailleurs avoir peu pratiqué, qui vise à « fonder l'alchimie sur des bases authentiquement philosophiques, et de l'intégrer, en tant que science à part entière, à l'ensemble de la connaissance scientifique médiévale ». Contrairement à d'autres textes de la même époque, comme la Summa Perfectionnis du Pseudo-Geber ou le Testamentum du pseudo-Lulle qui promeuvent une vision naturelle et rationaliste de l'alchimie, pour Petrus Bonus, l'alchimie est un art « en partie naturel, et en partie divin ou surnaturel ».